# 若草賞土古記念
若草賞土古記念（わかくさしょうどんこきねん）は、愛知県競馬組合が名古屋競馬場で施行する地方競馬の重賞競走（SPI）である。サンケイスポーツが優勝杯を寄贈しており、正式名称は「サンケイスポーツ杯 若草賞土古記念」。

## 概要
若草賞の名称で創設。創設時は笠松競馬場で施行されていた。GRANDAME-JAPAN指定競走のひとつ。以前は優勝馬に優駿牝馬（オークス）のトライアル競走（フローラステークス・スイートピーステークス）への出走権が与えられていた。過去に主催者と開催場所の変更があり、2014年からは名古屋競馬場のダート1400メートルで施行されている。
2022年の名古屋競馬場の弥富市への移転に伴い、2022年度（実施は2023年3月）は新・名古屋競馬場の1500メートルで、旧・名古屋競馬場の所在地を名称に加えた「若草賞土古記念」と改称して実施される。
2023年度（2024年）の施行より、出走資格が「4歳以上牝馬」に変更された。GRANDAME-JAPAN指定競走となることは継続されるが、古馬（春）シーズン対象競走へ変更される。

### 条件・賞金（2025年）
出走条件
サラブレッド系4歳以上牝馬、全国地方交流。
出走枠
他地区所属馬5頭以下、東海所属7頭以上。
負担重量
55kg
賞金額
1着800万円、2着280万円、3着160万円、4着120万円、5着80万円、着外8万円。
副賞
サンケイスポーツ賞、愛知県競馬組合管理者賞、開催執務委員長賞。

## 歴史
- 2003年 - 笠松競馬場のダート1600mにて、東海・北陸・近畿地区所属馬による優駿牝馬トライアル競走の代表馬選定競走として[8]創設。東海地区の格付けはSPIIIであった[9]。
- 2006年 - 正式名称が「日刊スポーツ杯 若草賞」になる。
- 2007年 - 福山所属馬が代表馬選定に加わり、東海・北陸・近畿・中国地区交流競走へ変更される。
- 2009年
  - 施行条件が福山競馬場ダート1800mに変更される[2]。
  - 正式名称が「サンケイスポーツ杯 若草賞」になる。
- 2011年 - 地方競馬全国交流競走になるとともに、GRANDAME-JAPANの3歳シーズンの指定競走となる[10]。
- 2014年 - 施行条件が名古屋競馬場ダート1400mに変更、SPIに格付けされる[3]。
- 2023年 - 新・名古屋競馬場ダート1500mに変更され「若草賞土古記念」と改称[4]。
- 2024年 - 出走条件を4歳以上牝馬限定に変更し[5]、GRANDAME-JAPANは古馬（春）シーズン指定競走へ変更[6]。

### 歴代優勝馬
| 回数      | 施行日        | コース | 距離  | 優勝馬             | 性齢 | 所属 | タイム | 優勝騎手   | 管理調教師 | 馬主                  |
| --------- | ------------- | ------ | ----- | ------------------ | ---- | ---- | ------ | ---------- | ---------- | --------------------- |
| （第1回） | 2003年3月7日  | 笠松   | 1600m | クラソラユケ       | 牝3  | 笠松 | 1:42.8 | 大塚研司   | 岩崎幸紀   | 倉見利弘              |
| 第2回     | 2004年3月18日 | 笠松   | 1600m | グローリサンディ   | 牝3  | 笠松 | 1:46.5 | 安部幸夫   | 岩崎幸紀   | 藤村榮子              |
| 第3回     | 2005年3月9日  | 笠松   | 1600m | クインオブクイン   | 牝3  | 笠松 | 1:44.6 | 濱口楠彦   | 松原義夫   | 中部建材（株）        |
| 第4回     | 2006年3月10日 | 笠松   | 1600m | イエロージャケット | 牝3  | 笠松 | 1:43.9 | 東川公則   | 小井土金一 | 田中康弘              |
| 第5回     | 2007年3月16日 | 笠松   | 1600m | シンメイジョアー   | 牝3  | 愛知 | 1:43.6 | 丸野勝虎   | 竹地正樹   | 織田芳一              |
| 第6回     | 2008年3月14日 | 笠松   | 1600m | サチコゴージャス   | 牝3  | 愛知 | 1:43.7 | 丸野勝虎   | 今津勝之   | 大西和子              |
| 第7回     | 2009年3月20日 | 福山   | 1800m | トウホクビジン     | 牝3  | 笠松 | 2:02.5 | 濱口楠彦   | 山中輝久   | （有）ホースケア      |
| 第8回     | 2010年3月7日  | 福山   | 1800m | コロニアルペガサス | 牝3  | 笠松 | 1:57.7 | 川原正一   | 山中輝久   | （有）ホースケア      |
| 第9回     | 2011年3月28日 | 福山   | 1800m | リジョウクラウン   | 牝3  | 兵庫 | 1:58.7 | 竹村達也   | 溝橋一秀   | 大宮孝夫              |
| 第10回    | 2012年3月19日 | 福山   | 1800m | キミニコイシテ     | 牝3  | 笠松 | 1:59.4 | 尾島徹     | 伊藤強一   | 柴田浩二              |
| 第11回    | 2013年3月18日 | 福山   | 1800m | ウォータープライド | 牝3  | 愛知 | 1:55.1 | 兒島真二   | 塚田隆男   | 山岡良一              |
| 第12回    | 2014年4月3日  | 名古屋 | 1400m | トーコーニーケ     | 牝3  | 兵庫 | 1:30.2 | 川原正一   | 吉行龍穂   | 森田藤治              |
| 第13回    | 2015年3月24日 | 名古屋 | 1400m | ジュエルクイーン   | 牝3  | 愛知 | 1:30.8 | 岡部誠     | 川西毅     | 杉山忠国              |
| 第14回    | 2016年3月31日 | 名古屋 | 1400m | クラトイトイトイ   | 牝3  | 船橋 | 1:29.5 | 石崎駿     | 矢野義幸   | 倉見利弘              |
| 第15回    | 2017年3月16日 | 名古屋 | 1400m | タッチスプリント   | 牝3  | 高知 | 1:30.8 | 倉兼育康   | 別府真司   | 酒井孝敏              |
| 第16回    | 2018年3月13日 | 名古屋 | 1400m | レコパンハロウィー | 牝3  | 兵庫 | 1.31.2 | 大山真吾   | 尾原強     | 山下壽                |
| 第17回    | 2019年3月28日 | 名古屋 | 1400m | ゴールドリング     | 牝3  | 愛知 | 1:28.8 | 友森翔太郎 | 塚田隆男   | （有）崇富商業        |
| 第18回    | 2020年3月26日 | 名古屋 | 1400m | ステラモナーク     | 牝3  | 兵庫 | 1:28.3 | 下原理     | 新子雅司   | 野田善己              |
| 第19回    | 2021年3月23日 | 名古屋 | 1400m | パールプレミア     | 牝3  | 兵庫 | 1:29.9 | 笹田知宏   | 新子雅司   | 近藤洋司              |
| 第20回    | 2022年3月1日  | 名古屋 | 1400m | アンティキティラ   | 牝3  | 高知 | 1:31.3 | 多田羅誠也 | 別府真司   | 組）志士十二組合      |
| 第21回    | 2023年3月30日 | 名古屋 | 1500m | サラキャサリン     | 牝3  | 兵庫 | 1:35.4 | 松木大地   | 新井隆太   | 村上博將              |
| 第22回    | 2024年3月14日 | 名古屋 | 1500m | グレースルビー     | 牝7  | 大井 | 1:34.3 | 達城龍次   | 堀千亜樹   | 菅原広隆              |
| 第23回    | 2025年3月13日 | 名古屋 | 1500m | セブンカラーズ     | 牝5  | 愛知 | 1:33.4 | 山田祥雄   | 川西毅     | (株) グリーンファーム |

### 各回競走結果の出典
- 若草賞 歴代優勝馬 - 地方競馬全国協会

### 馬主に関する出典
- JBISサーチ
  - 2003年、2004年、2005年、2006年、2006年、2007年、2008年、2009年、2010年、2011年、2012年、2013年、2014年、2015年、2016年、2017年、2018年、2019年、2020年、2021年、2022年、2023年、2025年